# Requin-lanterne ninja
Etmopterus benchleyi
Espèce
Le Requin-lanterne ninja (Etmopterus benchleyi) est une espèce de requins bathy-benthiques de la famille des Etmopteridae.

## Étymologie
Son nom spécifique, benchleyi, lui a été donné en l'honneur de Peter Benchley, auteur en 1974 du roman Les Dents de la mer, adapté sous le même titre par Steven Spielberg en 1975.
Son nom vernaculaire, Requin-lanterne ninja, fait référence à sa peau a la fois bioluminescente et noire, comme la couleur supposée de la tenue des ninjas, les espions japonais.

## Découverte
L'animal a été péché avec d'autres espèces au cours d'une expédition menée en 2010, dans les eaux profondes de l'océan Pacifique, au large de l'Amérique centrale. Les scientifiques du Pacific Shark Research Center de Moss Landing en Californie, l'ont identifié et décrit comme nouvelle espèce en 2015.

## Description
Etmopterus benchleyi est noir, sa bouche et ses yeux sont entourés de marques blanches. La longueur maximale d'une femelle est 515 millimètres, tandis que celle du mâle est de 325 millimètres.

## Publication originale
- (en) Victoria Elena Vásquez, David A. Ebert et Douglas Long, « Etmopterus benchleyi n. sp., a new lanternshark (Squaliformes: Etmopteridae) from the central eastern Pacific Ocean », Journal of the Ocean Science Foundation, vol. 17,‎ décembre 2015, p. 43-55 (ISSN 1937-7835, DOI 10.5281/ZENODO.1051834, lire en ligne).